# 태윤 (가수)
태윤(1970년 ~ )은 대한민국의 가수다. 2016년 싱글 앨범 [묻.따.말]로 데뷔했다.

## 방송
- 아침마당 (2021)
- 콘테스트M2 (2022) - Top14
- I-net가요학당 출연
- MBC 라디오여성시대 출연
- KBS 김태은 가요뱅크 출연
- TBN 교통방송 박철의 전국방방곡곡 다수출연
- TBN 교통방송 tbn 차차차 다수출연
- YTN 어서UP쇼 다수출연
- 경인방송 라디오 출연
- 원음방송 출연
- 복지TV 생방송 전국나눔 노래자랑MC
- 관악FM 생방송 가요톡톡 DJ

## 음반
- 묻.따.말 (2016)
- 사랑벌(2016)
- 그때로 (2020)
- 무심한 달력(2020)
- 세월아 세월아(2020)
- 차가운 눈물(2020)